# Obesotoma tumida
Obesotoma tumida is een slakkensoort uit de familie van de Mangeliidae. De wetenschappelijke naam van de soort is voor het eerst geldig gepubliceerd in 1898 door Posselt.